# Отто Перес Моліна
Отто Перес Моліна (ісп. Otto Pérez Molina; нар. 1 грудня 1950 Гватемала) — гватемальський військовий і політичний діяч, президент держави з 14 січня 2012 року до 3 вересня 2015.

## Біографія
Отто Перес Моліна народився 1 грудня 1950 року у місті Гватемала. Закінчив військову академію Гватемали, а згодом Школу Америк та Міжамериканський оборонний коледж у США. Займав посади військового інспектора і керівника розвідки. У 1983 році брав участь у військовому перевороті Оскара Умберто Мехії Віктореса. 1993 року почав працювати в команді президента Раміро де Леон Карпіо, колишнього правозахисника. Брав участь у підписання мирних угод, що поклали кінець Громадянській війні у Гватемалі.
Після цієї події омбудсмен з прав людини Гватемали Раміро де Леон Карпіо, згідно з конституцією, став наступником президента. Він призначив Переса керівником своєї президентської адміністрації, яку той обіймав до 1995 року. Вважається лідером фракції гватемальської армії, яка виступала за мирне врегулювання 30-річної громадянської війни в Гватемалі, Перес представляв військових на переговорах з партизанськими силами. Вони досягли мирних угод 1996 року. У 1998—2000 роках Перес представляв Гватемалу в Міжамериканській раді оборони.
У 2000 році пішов з військової служби, наступного року заснував Патріотичну партію Гватемали, що займала жорстку позицію з питання боротьби зі злочинністю. Моліна брав участь у президентських виборах 2007 року в Гватемалі, набравши 771 175 (23,51 %) голосів у першому турі і 1 294 645 (47,18 %) — у другому, проте поступився Альваро Колому. На наступних президентських виборах був фаворитом не в останню чергу через непопулярність колишнього президента